# Миргород, Владимир Викторович
Владимир Викторович Миргород (род. 9 ноября 1979, Москва, РСФСР, СССР) — российский серийный убийца и насильник. В 2000—2004 годах на севере и северо-западе Москвы и в прилегающих районах Московской области убил 31 девушек и женщин (ещё трое жертв выжили), мужчину и подростка — сына одной из жертв, оказавшегося на месте преступления.

## Биография

### Детство и юность
Рос единственным ребёнком в семье. Был зарегистрирован на Дубнинской улице, на момент ареста проживал в Тимирязевском районе Москвы возле станции метро «Петровско-Разумовская». После школы поступил в МИСиС, на втором курсе бросил учёбу и устроился развозить грузы в одной фирме. Знакомые отзывались о нём положительно. Умел располагать к себе женщин.

### Убийства
Миргород совершил 33 убийства в период с 2000 по 2004 год. Время от времени он менял тактику совершения преступлений: то знакомился со своими жертвами, в отдельных эпизодах женщины сами приглашали маньяка к себе домой; то предлагал подвезти на автомобиле; то нападал в лесопарковой зоне и на улицах.
В 2002 году его жертвой стала 25-летняя приезжая из Минска. Преступление было совершено в квартире убитой на Ленинградском проспекте. После убийства маньяк ограбил квартиру. Тело женщины было обнаружено 18 января 2003 года.
В марте 2003 года на стройке возле Химок Миргород изнасиловал и задушил 22-летнюю приезжую из Омска. Спустя несколько дней Миргород изнасиловал и задушил 20-летнюю девушку в лесополосе.
Затем жертвой маньяка стала 40-летняя жительница Новосибирска. Преступление было совершено в съёмной квартире на бульваре Матроса Железняка. Тело было обнаружено 18 апреля.
1 июля Миргород изнасиловал и задушил 28-летнюю женщину на территории Главного ботанического сада РАН. Через три дня его жертвой стала 28-летняя женщина на улице Яблочкова. 21 июля в квартире на улице 800-летия Москвы Миргород убил 50-летнюю женщину и её 15-летнего сына.
Первоначально в ГУВД Москвы была выдвинута версия, что убийства женщин на севере и северо-западе столицы совершены одним лицом, в каждом эпизоде способ убийства был один — удушение. Но она была опровергнута в МВД. В дальнейшем правоохранительные органы отрицали все предположения о том, что в столице действует маньяк.

### Арест, следствие и суд
В конце 2004 года Миргород был арестован за изнасилование и грабёж. В январе 2005 года был приговорён Преображенским районным судом к 6 годам лишения свободы. В серии убийств его не подозревали, несмотря на то, что после его ареста убийства женщин на севере и северо-западе Москвы прекратились. В июле 2010 года маньяк вышел на свободу.
Во второй раз маньяка арестовали 8 октября 2010 года после того, как он за распитием спиртного рассказал случайным знакомым о своих похождениях в 2003 году. Он похвалялся, как знакомился со своими будущими жертвами на улице и душил их различными предметами: поясом от халата, ремешком дамской сумочки, шарфом, электрическим проводом. Перепугавшиеся собеседники маньяка обратились в милицию. В процессе компьютеризации милицейской базы данных было обнаружено совпадение отпечатков пальцев Миргорода с найденными на местах убийств женщин на севере и северо-западе Москвы. Первоначально он признался в 8 убийствах, впоследствии генетическая экспертиза доказала его причастность к 16 убийствам.
Судебно-психиатрическая экспертиза признала Владимира Миргорода вменяемым. 30 января 2012 года он был приговорён Московским городским судом к пожизненному заключению. Верховный суд оставил приговор без изменений. Отбывал наказание в колонии особого режима «Чёрный беркут», позже его перевели в колонию для пожизненно заключённых «Снежинка» в Хабаровском крае.

### Новые признания и приговор
В 2024—2025 годах было раскрыто 17 других убийств, совершённых маньяком с 2000 по 2004 год. В частности, речь идёт об убийстве в апреле 2004 года 33-летней Ларисы, тело которой нашли у дома на улице Лавочкина. Убийца изнасиловал её и удушил ремнём. Также в 2024 году следствие добавило к жертвам маньяка 16-летнюю девочку, изнасилованную, убитую и сожжённую в квартире годом ранее. Всего в уголовное дело включено 17 новых эпизодов.
В июне 2025 года Владимир Миргород был приговорён Головинским районным судом Москвы к 22 годам лишения свободы в связи с раскрытием дополнительной серии убийств — 17 человек, совершённых в начале 2000-х годов. Данный приговор был поглощён пожизненным лишением свободы.